# لامع الدراري على جامع البخاري
لامع الدراري على جامع البخاري (الأردية: لامع الدراري على جامع البخاري) هو شرح متعدد المجلدات على صحيح البخاري، وهو مبني على تعاليم رشيد أحمد الكنجوهي. سُجلت الدروس الأصلية باللغة العربية من يحيى الكاندهلوي، أحد طلاب غانغوهي، ثم قام ابنه زكريا الكاندهلوي بتوسيعها لاحقًا، مع حواشي سفلية موسعة بإصرار حسين أحمد مدني. تم الانتهاء من التعليق في عام 1968. الهدف الأساسي منه هو تقديم تفسيرات ومناقشات ورؤى مفصلة حول الأقسام والموضوعات والقضايا المختلفة التي تناولها صحيح البخاري. بالإضافة إلى ذلك، فهو يتضمن أبحاثًا إضافية، وإشارات إلى أعمال علمية أخرى، ويقدم دفاعًا عن المذهب الحنفي في الفقه الإسلامي.

## المنهجية
وهو ينسب المدارس الفقهية إلى مصادرها، ويتضمن النقد والتصحيح من الطبعات السابقة. يتم تضمين الآيات القرآنية إلى جانب الأحاديث للتحقق منها، ويتم شرح العبارات الموجودة داخل الحديث بالإشارة إلى علماء اللغة العربية المشهورين. يتم تقديم تفسيرات للكلمات التي قد يكون لها لهجات مختلفة من القبائل العربية المختلفة. يتضمن النص تكريمًا لكبار السن والمعلمين لدى المؤلف، ويذكر أسماءهم ويسلط الضوء على مساهماتهم. وهو يتضمن الشعر العربي والأردي.

## الإرث
وفي عام 2019، أكمل حافظ غلام سرور أطروحته للدكتوراه بعنوان دراسة تحليلية لفقه الحديث عند لمي الدراري والكواكب الدريّة باللغة الأردية في مركز الشيخ زايد الإسلامي بجامعة البنجاب.

## روابط خارجية
- لامع الدراري على جامع البخاري في أرشيف الإنترنت